# Esposizione Internazionale dello Sport
De Esposizione Internazionale dello Sport was de internationale sporttentoonstelling die in 1955 in Turijn werd gehouden. De deelnemende landen hadden allemaal een eigen stand in de tentoonstellingshal. Daarnaast werden ook sportwedstrijden georganiseerd waar de deelnemers streden om medailles voor hardlopen, turnen, wielrennen, boksen, roeien en motorbootrace. In de stad werden tijdens de tentoonstelling verschillende evenementen georganiseerd die aanhaakten bij de tentoonstelling. 